# لیپمن (دهانه)

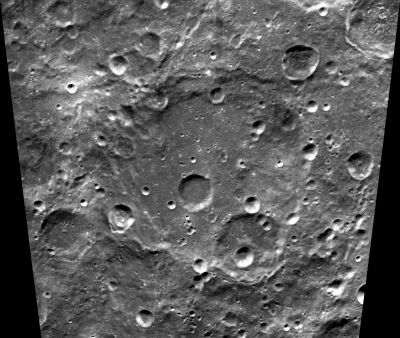
لیپمن

لیپمن یک دهانه برخوردی در ماه‌ است.

## دهانه‌های اقماری
این دهانه ۷ دهانه اقماری دارد.
| Lippmann | عرض جغرافیایی | طول جغرافیایی | قطر          |
| -------- | ------------- | ------------- | ------------ |
| B        | ۵۲.۶° S       | ۱۱۰.۹° W      | ۲۹.۰ کیلومتر |
| E        | ۵۵.۴° S       | ۱۰۷.۶° W      | ۲۳.۰ کیلومتر |
| J        | ۵۹.۰° S       | ۱۰۶.۶° W      | ۱۹.۰ کیلومتر |
| L        | ۵۷.۶° S       | ۱۱۲.۵° W      | ۵۴.۰ کیلومتر |
| Q        | ۵۷.۰° S       | ۱۱۸.۷° W      | ۲۷.۰ کیلومتر |
| P        | ۵۶.۱° S       | ۱۱۵.۰° W      | ۲۹.۰ کیلومتر |
| R        | ۵۷.۲° S       | ۱۲۱.۳° W      | ۳۷.۰ کیلومتر |